# Ophiogramma micraulax
Ophiogramma micraulax är en fjärilsart som beskrevs av Louis Beethoven Prout 1934. Ophiogramma micraulax ingår i släktet Ophiogramma och familjen mätare. Inga underarter finns listade i Catalogue of Life.